# Apobletes runensis
Apobletes runensis är en skalbaggsart som beskrevs av Lewis 1906. Apobletes runensis ingår i släktet Apobletes och familjen stumpbaggar. Inga underarter finns listade i Catalogue of Life.